# Jesesi Mungoshi
Jesesi Mungoshi (también Jesese Mungoshi) es una actriz zimbabuense. Debutó en 1989, en la película African Journey.

## Carrera profesional
Mungoshi participó en la versión de 1989 y las dos partes posteriores de 1990 de la película familiar de televisión de George Bloomfield, African Journey, que también protagonizó Jason Blicker y Katja Blomquist.
En 1991, actuó en la película de Godwin Mawuru titulada, Neria, como la protagonista "Neria" junto a Dominic Kanaveli y Violet Ndlovu, entre otros.
Además, apareció en el cortometraje de 1993 de Farai Sevenzo titulado, Rwendo, protagonizado por Yemi Goodman Ajibade, Ben Daniels, Eldinah Tshatedi y Frank Windsor.
En 2017, se unió al reparto de la película de comedia y romance Cook Off, dirigida por Tomas Brickhill. Cook Off es la primera película producida en Zimbabue después del régimen de Robert Mugabe, se estrenó en Reino Unido el 27 de julio de 2019.
Fue honrada con un Lifetime Achievement Award otorgado por la Great Zimbabwe University en mayo de 2017 en Masvingo en reconocimiento a su contribución a la industria cinematográfica de su país.
La película de 2020, Shaina, en la que se presentó junto a otros actores zimbabuenses recibió muchos elogios en el extranjero.

## Filmografía
| Año           | Título          | Rol    | Notas                              | Ref.   |
| ------------- | --------------- | ------ | ---------------------------------- | ------ |
| 2020          | Shaina          | Ambuya |                                    | [ 10 ] |
| 2019          | Familiar        |        |                                    | [ 14 ] |
| 2017          | Cook Off        | Gogo   | Comedia, Romance                   | [ 5 ]  |
| 1993          | Rwendo          |        | Cortometraje, Drama                |        |
| 1991          | Neria           | Neria  | Drama                              | [ 3 ]  |
| 1989 and 1990 | African Journey | Themba | Película para televisión, Familiar |        |

## Vida personal
Estuvo casada con el escritor, actor y poeta zimbabuense, Charles Mungoshi, quien, según los reporteros de The Zimbabwe Mail y This is Africa, murió el 16 de febrero de 2019 en Harare, Zimbabue, después de una enfermedad de 10 años a los 71 años. El matrimonio tuvo cinco hijos. Su hijo, Farai, también se involucró en la industria del cine.